# Rocestes
Rocestes o Rocesthes fue un dux gótico tervingio del siglo IV quien gobernó bajo el caudillaje de su hermano mayor Atanarico, ambos hijos de Aorico. Fue el padre o abuelo paterno de Flavio Alarico I, primer rey de los visigodos, y el padre de Afarid, que jugó un papel dominante en la muerte del mártir cristiano Saba el Godo.